# أحمد الأصبحي
أحمد محمد الأصبحي (1947- و 4 يوليو 2023)، طبيب وأديب ومفكر وسياسي ووزير يمني سابق. شغل منصب عضو مجلس الشورى (الغرفة الثانية للبرلمان اليمني)، منذ العام 2006 حتى وفاته. وقد تقلد قبل ذلك العديد من المناصب الرفيعة أبرزها وزيرًا للتربية والتعليم والصحة والخارجية.

## نشأته ودراسته
هو من مواليد 1947م في قرية شعبة جعفر، عزلة الأصابح، مديرية الشمايتين، محافظة تعز، التحق بكتاب القرية، ثم التحق بمدارس عدن، ثم قطر، وحصل على البكالوريوس في الطب من جامعة بغداد عام 1974م.

## حياته السياسية والمناصب التي تقلدها
بدأ حياته العملية رئيسًا لتحرير مجلة الصحة ومديراً للصحة المدرسية، ثم محاضراً في كلية التربية – جامعة صنعاء ـ ثم رئيسًا للجامعة، وشغل في الثمانينات من القرن الماضي منصب وزير لأكثر من وزارة وهي وزارات الصحة العامة، والتربية والتعليم، والخارجية، والشؤون الاجتماعية والعمل. شارك في مؤتمر الحوار الوطني اليمني عام 2012 نائبًا لرئيس فريق محور الحكم الرشيد بالمؤتمر.

## أنشطته الحزبية والقومية
كان من أبرز مؤسسي حزب المؤتمر الشعبي العام في شهر أغسطس من العام 1982، حيث كان ضمن قادة «لجنة الحوار الوطني لصياغة الميثاق الوطني والتهيئة لتشكيل المؤتمر الشعبي العام»، والتي تشكلت من 51 عضوًا برئاسة حسين عبد الله المقدمي، بموجب قرار جمهوري خاص رقم (5) لسنة 1980م، أصدره الرئيس السابق علي عبد الله صالح في 27 مايو 1980، وضمت اللجنة جميع قيادات الأحزاب والتيارات السياسية (المحظورة دستورياً في ذلك الوقت) والشخصيات الاجتماعية والثقافية والقبلية، ثم تعين الأصبحي مقرر عام للمؤتمر التأسيسي للحزب، المنعقد بتاريخ 24 أغسطس 1982، ثم رئيس لجنة إعداد النظام الداخلي للحزب، ثم رئيس فرع المؤتمر الشعبي العام بمحافظة ( تعز) والذي تشكل في 24 يناير 1983م. وبعد تأسيس حزب المؤتمر الشعبي العام، شغل منصب أمين سر اللجنة الدائمة بالحزب خلال الفترة 1982ـ 1993م. في العام 1993 تعرض لمحاولة اغتيال نفذها أحد حراس مبنى معهد الميثاق الوطني الذي كان يداوم فيه الدكتور الأصبحي، وقد وُصِِف الشخص المنفذ بأنه كان يعاني من مرض نفسي، الأمر الذي دفع الأصبحي لمغادرة البلاد للعلاج والإقامة في عمّان، الأردن، حتى عاد في العام 2002، وتم تعيينه في منصب الأمين العام المساعد للشؤون السياسية والعلاقات الخارجية للمؤتمر الشعبي خلال الفترة 2003 ـ 2005م، ثم في العام 2006 عُيِّن عضوًا في مجلس الشورى.
وعلى الصعيد العربي- كان عضو الأمانة العامة لملتقى الحوار العربي الثوري الديمقراطي، وعضو المؤتمر القومي العربي، وعضو مؤتمر الأحزاب العربية، عضو الأمانة العامة لمؤسسة القدس، ورئيساً للمجلس الأعلى لاتحاد الأطباء العرب. بل أيضاً لكونه باحثاً سياسياً من الطراز الأكاديمي الإداري المتقدم، يشهد له ثراء ذلك في ما قدمه من مشاريع بحثية قومية رصينة، أبرزها: تطور الفكر السياسي (رواده ـ اتجاهاته ـ إشكالياته) عام 2008م، كما قدم عملاً بحثياً اتسم بتميزه بالجرأة في الطرح، كخارطة طريق للمّ الشمل العربي، وهو «أوراق في المشروع العربي»، قدمه في ندوات عربية مفتوحة على أرباب الفكر السياسي والثقافي والاقتصادي العربي.

## إنتاجه الثقافي والفكري
له العديد من الكتب والأبحاث على الصعيدين الوطني والقومي، نذكر منها:
- الأنطباعات ودورها في قضايا السلام 1983م.
- تداعيات رحالة في زمن الانكسار 1996م.
- أوراق في المشروع العربي، وهو عمل بحثي قدمه في ندوات عربية مفتوحة على أرباب الفكر السياسي والثقافي والاقتصادي العربي.
- إطلالة على البحر الأحمر والنزاع اليمني الأريتيري عام 1996م.
- قراءة تطور الفكر السياسي، (رواده ـ اتجاهاته ـ اشكالياته) عام 2000م.
- إشكالية الصراع في القرن الأفريقي ودور اليمن في بناء السلام (الحالة الصومالية).
- دارفور (الأزمة والحل).
- ماذا عن سبتة ومليلية؟
- رواية «البديّة»، دار أروقة للدراسات والنشر، القاهرة، 2011م)
- رواية «الهمداني يطل من أورليان» 2013م
- رواية «حب في زمن البريسترويكا» ... (بمذاق عسل جردان) عام 2016م.
- من شواهد الإبداع في الحضارة اليمينة القديمة عام2017م.
- تجديد الحديث عن تاريخ الطب علماً وفناً وأخلاقاً عام2019م.
- رواية «الصين (الرفاهية) بعيون عربية»عام 2019م.
- المؤسس الأول للصناعة الوطنية (قصة كفاح آل السعيد وتجربة نجاح المجموعة)عام 2019م.
- نحو وطن مزدهر (استراجية الموقع وثقافة البحر)عام 2020م.
- أوراق في قضايا وطن وأمة عام 2020م.
- جائحة فيروس كورونا (الخصم الخفي) عام 2020م.
- صحة الأم والطفل والصحة المدرسية عام 2020م.
- الله خالق كل شيء عام 2021
- الفساد في الأرض وحتمية التغيير عام 2021م.
- فلسطين ومعركة سيف القدس (وانكشاف ظهر الكيان الصهيوني المحتل) عام 2021م.
- الإنسان (جسم وعقل وروح) عام 2021.
- التربية والتعليم  (تحديات ومستقبل النهوض العربي) عام 2022 .
- القضاء (تحري العدالة وفقه القانون) عام 2022م.
- المجاعة والحرمان والفقر والحد من الأضرار وتفادي الكوارث عام 2022م.
- مالك بن أنس الأصبحي (حياه وعصره آراؤه وفقهه) 2022م.
- الحضارة العربية الإسلامية في عصورها الأولى عام 2022م.
- جبل النبي شعيب (ورسالته إلى قومه)عام 2023م.
-تبابعة يمانيون حكموا العالم القديم عام 2023م.
- له عدد كبير من المحاضرات الفكرية والسياسية والتاريخية. كما شارك في الكثير من المؤتمرات والندوات واللقاءات المحلية والإقليمية والدولية.. كما يعد الأصبحي من قادة العمل القومي العربي. وكان من أهم المشاركين في القرار السياسي اليمني.

## وفاته
توفي في العاصمة صنعاء ظهر يوم الثلاثاء 4 يوليو 2023م الموافق 16 ذي الحجة 1444 عن عمر ناهز ال 76 عاما. وقد شُيع جثمانه في صنعاء يوم الأربعاء 5 يوليو 2023 في موكب جنائزي رسمي وشعبي مهيب تقدمة نائب رئيس الوزراء ومسؤولين كبار في الدولة وحزب المؤتمر الشعبي العام.